# Giovanni Griffi
Giovanni Griffi detto Fiumicello (... – 10 novembre 1195) è stato un vescovo cattolico italiano.

## Biografia
Proveniente dalla nobile famiglia camuna dei Griffi di Losine, riordinò le investiture feudali del suo dominio temporale.
Come delegato di papa Alessandro III pronunciò una sentenza tra i vescovi di Piacenza e Parma.
Nel 1179 intervenne al concilio Laterano III. Nel 1194 per ordine di Celestino III accompagnò Enrico VI in Sicilia.

## Stemma
- D'azzurro, al grifo rampante, d'oro[2]